# Aeronautical Operational Control
Control Operacional Aeronáutico (AOC por sus siglas en inglés), es el conjunto, o la totalidad de aplicaciones utilizadas en la comunicación de una aeronave con su aerolínea o la red asociada de servicios en tierra. Una aplicación AOC fue tradicionalmente contenida dentro del sistema ACARS MU o CMU.
Tradicionalmente, los mensajes AOC habían sido definidos por el usuario, porque sólo se intercambiaban entre una aerolínea y su propia aeronave. Así, controlando ambos extremos del diálogo, no había ninguna necesidad de estandarización. 
Sin embargo, tras introducir los constructores de fuselaje el sistema ACARS de mensajes (p. ej. en el A380) y debido a la necesidad creciente de conectar a las aerolíneas con proveedores (como por ejemplo de combustible o compañías de deshielo), surgió la necesidad de estandarización. Para la estandarización de los mensajes AOC, se creó finalmente el protocolo ARINC 633 .